# Callerebia nirmala
Callerebia nirmala är en fjärilsart som beskrevs av Moore 1865. Callerebia nirmala ingår i släktet Callerebia och familjen praktfjärilar. Inga underarter finns listade i Catalogue of Life.

## Bildgalleri

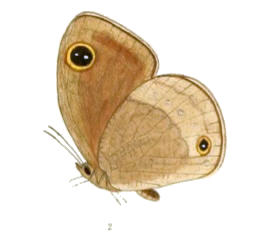
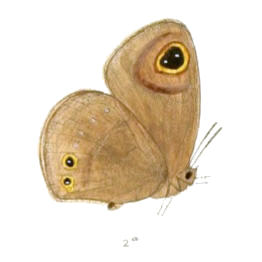
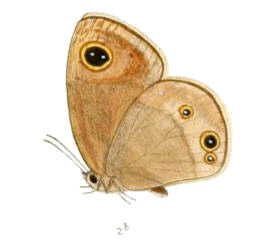
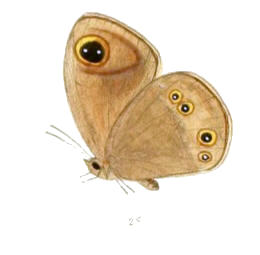
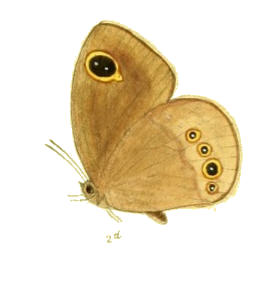
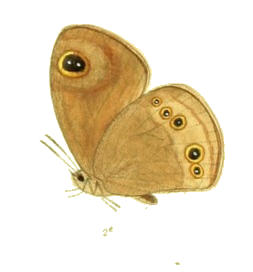